# Gerardo Cornejo
Gerardo Cornejo Murrieta (Tarachi, Sonora, 12 de abril de 1937-Hermosillo, Sonora, 28 de julio de 2014) fue un escritor y académico mexicano.

## Biografía
Gerardo Cornejo Murrieta nació en 1937 en Tarachi, pueblo enclavado en la sierra alta de Sonora, en el seno de una numerosa familia de diez hermanos y hermanas, cuyos padres fueron Rosario Murrieta Gámez y José Juvencio Cornejo Rascón.
Trabajó en organismos nacionales e internacionales por muchos años, durante los cuales viajó a más de cuarenta y tres países como conferencista, participante y expositor en seminarios, simposios y foros regionales, nacionales y mundiales. Fungió como rector de El Colegio de Sonora y coordinador del subcomité regional del noroeste de la comisión nacional México-Unesco.
Fue licenciado en derecho por la Universidad Nacional Autónoma de México.
Creó la Fundación para Estudios de la Población en donde desarrolló diversos programas de planificación familiar, investigación demográfica, sociológica y médica. Fungió como director ejecutivo durante 16 años, y viajó a más de cuarenta países como asesor para programas del Fondo de Naciones Unidas para Actividades de Población.
Fundó la Asociación Mexicana de Población y la Sociedad de Escritores Sonorenses y El Colegio de Sonora como una institución de investigación en ciencias sociales y humanidades. Fue coordinador de la SOGEM para la región del norte de México y asesor de institutos estatales de cultura. En 1982 obtuvo el grado de maestro en Estudios latinoamericanos en la UNAM. En 2008 se nombra a la Biblioteca de El Colson en su honor como Biblioteca Gerardo Cornejo Murrieta.  Al retirarse, la Junta de Gobierno de esta institución lo nombró Profesor Investigador Emérito.

## Academia
Participó como profesor invitado en diversas universidades nacionales y extranjeras como la Universidad de Columbia en Nueva York, UCLA en California, Universidad Estatal de Arizona en Phoenix, Universidad de Arizona en Tucson, Universidad de Texas en El Paso y Austin, El Colegio de Jalisco, Universidad Veracruzana, Universidad Autónoma Metropolitana en la UAM Azcapotzalco, entre otras.

## Acerca de su obra
Su obra se desarrolló básicamente en la publicación de novelas, ensayos y cuentos, pero también abordó la poesía. Representa una de las voces del norte de México al lado de Daniel Sada y Jesús Gardea. En 1999 se dio el nombre de Gerardo Cornejo al concurso nacional de narrativa de los Juegos Trigales convocado por instituciones del estado de Sonora y desde el 2008 la Biblioteca de El Colegio de Sonora lleva su nombre.
Su obra se incluye en el Diccionario de Escritores Mexicanos publicado por la UNAM.
Su novela La sierra y el viento, con seis ediciones, forma parte de la Colección de Lecturas Mexicanas del Consejo Nacional para la Cultura y las Artes, en 2023 se libera la edición de 2016 en Acceso Abierto. Esta publicación mereció una placa de bronce en el monumento a los pioneros de Ciudad Obregón, Sonora, la cual reproduce un fragmento de la novela. El ayuntamiento de esta ciudad publicó una edición de lujo para conmemorar el cincuentenario de su fundación.

## Obra publicada
Novela
- La sierra y el viento, 1977, edición 2016 disponible en Acceso Abierto (CC BY NC)
- Al norte del milenio, 1989
- Juan Justino Judicial, 1996
- Lucía del Báltico, 2012
- Ángel extraviado, 2014 (póstuma)

Libros de cuento
- El solar de los silencios, 1983, tres de los cuentos que están recogidos en esta colección fueron filmados en producciones universitarias.
- Cuéntame uno, 1986, selección del autor sobre lo mejor de la cuentística sonorense contemporánea.
- Pastor de fieras, 1999, serie de cuentos para niños.
- Oficio de las alas, 2004, colección de cuentos sobre los pilotos de la cordillera.
- Microbios de luz, 2005, colección de cuentos publicado por CONACULTA.

Relatos y crónica
- Como temiendo al olvido, 1998, relatos de viajes del autor por cuarenta y cuatro países de cuatro continentes.

Ensayo
- Las dualidades fecundas, 1986, trata sobre los autores indigenistas latinoamericanos de formación "binaria" (escritores-científicos sociales y viceversa).
- Voz viva de México, 1990, disco editado por la UNAM.

Poesía
- Voz viva de México disco editado por la UNAM, 1992
- Balada de cuatro rumbos, 2004
- Un pedazo de sierra que camina

En coautoría
- Inventario de voces, 1992, antología coordinada por el autor que abarca todos los géneros literarios cultivados en Sonora desde el siglo XIX hasta la fecha.

Antología
- Como temiendo el olvido. Obra reunida, 2009, antología realizada por el Instituto Sonorense de Cultura, El Colegio de Sonora y el Vicente Francisco Torres de la UAM-I.